# Сороцкое
Сороцкое (укр. Сороцьке) — село в Ивановской сельской общине Тернопольского района Тернопольской области Украины.
До 2020 года входило в Теребовлянский район.
Население по переписи 2001 года составляло 942 человека. Занимает площадь 3,860 км². Почтовый индекс — 47620. Телефонный код — 3551.